# Antonette Wemyss Gorman
Antonette Wemyss Gorman (sinh năm 1972 hoặc 1973) là một sĩ quan quân đội người Jamaica giữ chức vụ Tham mưu trưởng Lực lượng Phòng vệ Jamaica; bà giữ quân hàm Chuẩn đô đốc. Bà là nữ tham mưu trưởng đầu tiên của Jamaica, và cũng là nữ sĩ quan đầu tiên phục vụ trên biển, và là người phụ nữ đầu tiên đạt cấp Commander trong JDF. Bà là người phụ nữ đầu tiên được bổ nhiệm vào vai trò chiến đấu ở tuyến đầu ở Caribe.

## Sự nghiệp
Trước khi nhập ngũ từ năm 1990, Wemyss Gorman đã làm việc hai năm tại Cable & Wireless.
Năm 1992, ở tuổi 19, bà gia nhập Lực lượng Phòng vệ Jamaica (JDF). Bà hoàn thành khóa đào tạo sĩ quan ban đầu tại Trường Cao đẳng Hải quân Hoàng gia Anh Britannia. Từ năm 1994 đến 1997, bà là sĩ quan điều hướng trên HMJS Paul Bogle, trở thành nữ sĩ quan đầu tiên đi biển trong Lực lượng bảo vệ bờ biển Jamaica. Việc giao nhiệm vụ cho bà cũng là lần đầu tiên một phụ nữ được bổ nhiệm vào vai trò chiến đấu tuyến đầu ở Caribe.
Bà đã phục vụ 15 năm trên các con tàu trong Lực lượng Bảo vệ Bờ biển Jamaica. Ngoài việc chỉ huy, bà còn là Sĩ quan Điều hành và Sĩ quan Chỉ huy Căn cứ Trên bờ, Tư lệnh thứ hai của Lực lượng Phòng không JDF, và trước khi được bổ nhiệm làm tham mưu trưởng JDF, bà là Chỉ huy trưởng Lực lượng Phòng vệ Bờ biển JDF. Bà là người phụ nữ đầu tiên đạt cấp Commander trong JDF. Bà chịu trách nhiệm thành lập Trung tâm Huấn luyện Hàng hải Quân sự Caribe. Bà được thăng chức Chuẩn Đô đốc khi được bổ nhiệm làm Tham mưu trưởng Quốc phòng.
Ngoài việc phục vụ trong quân đội, bà cũng đảm nhận các vai trò dân sự. Năm 1998, biệt phái được 2 năm, bà được bổ nhiệm làm Phó Vụ trưởng Vụ Vận tải biển, Bộ Giao thông Vận tải và Công trình. Bà cũng phục vụ trong Ban Cố vấn Nghề cá và trong Ủy ban Tư vấn Ứng phó COVID-19.
Bà là cựu sinh viên của Trường Cao đẳng Chiến tranh Hải quân Hoa Kỳ, nhận bằng thạc sĩ về An ninh Quốc gia và Nghiên cứu Chiến lược tại Đại học Tây Ấn.

## Đời tư
Wemyss Gorman sinh năm 1972 hoặc 1973. Bà có một con trai và đã kết hôn với Jonathan Wemyss Gorman. Bà có sở thích làm vườn và được nuôi dưỡng bởi ông bà ở Top Alston, Clarendon. Bà học tại Trường dự bị Knox và Cao đẳng Knox.